# Trilacuna diabolica
Espèce
Trilacuna diabolica est une espèce d'araignées aranéomorphes de la famille des Oonopidae.

## Distribution
Cette espèce est endémique de la province de Kanchanaburi en Thaïlande,.

## Description
Le mâle holotype mesure 2,17 mm et la femelle paratype 2,67 mm.

## Publication originale
- Eichenberger & Kranz-Baltensperger, 2011 : New Trilacuna species from Thailand, Malaysia and Sumatra (Araneae, Oonopidae). Zootaxa, no 2823, p. 1–31.